# Embrace Elijah
Embrace Elijah war eine 2009 gegründete Post-Hardcore-/Metalcore-Band aus Örebro/Schweden. Sie löste sich 2012 auf.
Die Gruppe bestand aus Marcus Kindbohm (Gesang), Christoffer Almgren (Gitarre), Martin Jonsson (Bass), sowie den Brüdern Marcus (Gitarre) und Niclas Lundin (Schlagzeug).

## Geschichte
Mit Six Wrong Stories erschien die Debüt-EP im Januar 2010, die in Eigenregie produziert wurde. Die Resonanz der EP war im Heimatland groß. Die Gruppe tourte bereits durch Schweden (Against the Traitors Tour) und gaben auch schon Konzerte im Ausland, darunter in Belgien und Deutschland. Das Debütalbum Intensions veröffentlichte Embrace Elijah noch im Jahr 2010.
Ihre erste Single Still Alive veröffentlichte die Band im Juni 2011. Auf den Yeah! Festivalen wird Embrace Elijah unter anderem mit Walking with Strangers und Blindside zu sehen sein. Im Jahr 2012 gaben die Musiker die Auflösung der Band bekannt.

## Diskografie
- 2010: Six Wrong Stories (EP)
- 2010: Intensions (Album)
- 2011: Still Alive (Single)